# Agriotypus lui
Agriotypus lui là một loài tò vò trong họ Ichneumonidae.